# Діді-Ліло
Діді-Ліло (груз. დიდი ლილო) — містечко (даба) в Район Самгори, Тбілісі, Грузія.
Населення на 2014 рік — 2417 осіб.